# Entyloma fergussonii
Entyloma fergussonii är en svampart som först beskrevs av Berk. & Broome, och fick sitt nu gällande namn av Charles Bagge Plowright 1889. Entyloma fergussonii ingår i släktet Entyloma och familjen Entylomataceae.   Inga underarter finns listade i Catalogue of Life.